# Ménerval
Ménerval é uma comuna francesa na região administrativa da Normandia, no departamento de Sena Marítimo. Estende-se por uma área de 12,23 km². Em 2010 a comuna tinha 170 habitantes (densidade: 13,9 hab./km²).